# Santo Domingo de Silos
Santo Domingo de Silos község Spanyolországban, Burgos tartományban. Santo Domingo de Silos Arauzo de Miel, Espinosa de Cervera, Ciruelos de Cervera, Santibáñez del Val, Contreras, Carazo és Mamolar községekkel határos. Lakosainak száma 247 fő (2024).

## Népesség
A település népessége az utóbbi években az alábbiak szerint változott:
| Lakosok száma | 311  | 292  | 321  | 319  | 318  | 302  | 297  | 279  | 262  | 247  |
|               | 2001 | 2004 | 2006 | 2009 | 2011 | 2014 | 2016 | 2019 | 2021 | 2024 |